# Хосе Лопес Портільйо
Хосе Гільєрмо Абель Лопес Портільйо-і-Пачеко (ісп. José Guillermo Abel López Portillo y Pacheco; 16 червня 1920 — 17 лютого 2004) — мексиканський політик, 31-й президент Мексики з 1 грудня 1976 по 30 листопада 1982.

## Біографія
Народився в Мехіко в родині політиків і інтелектуалів. Його дід, Хосе Лопес Портільйо-і-Рохас, відомий як письменник XIX століття, член Мексиканської академії мови та конгресмен, сенатор, губернатор штату Халіско.
У 1946 році закінчив факультет юридичних і соціальних наук Національного автономного університету Мексики, в 1950 році захистив докторську дисертацію по праву. Займався викладанням і науковою діяльністю, завідував кафедрою теорії держави і права в університеті, був активістом Інституціональної революційної партії. З кінця 1950-х працював у секретаріаті (міністерстві) національних багатств, в комісії з проведення адміністративної реформи органів федерального управління, був заступником міністра національного надбання. У 1972–1973 роках керував Федеральною комісією з електроенергетики. У 1973–1975 роках служив секретарем (міністром) фінансів і державного кредиту в уряді свого друга дитинства Луїса Ечеверрії. На виборах 4 липня 1976 був обраний президентом Мексики, набравши 92 % голосів; вступив на посаду 1 грудня.
Під час президентства прагнув прискорити економічний розвиток країни на отримані від продажу нафти гроші. За час президентства Портільо видобуток нафти в країні зріс втричі, був досягнутий найбільш вражаючий ріст національної економіки в історії Мексики (до 8 % на рік), безробіття впало вдвічі. Після падіння цін на нафту на початку 1980-х економічне становище країни погіршилося.
У 1982 році заявив про готовність захищати курс мексиканського песо «як собака», проте незабаром девальвував його на 40 %. У серпні того ж року Мексика оголосила дефолт, а 1 вересня Портільо націоналізував приватні банки на тлі галопуючої інфляції. Також в країні процвітала корупція. Портільо виступав за незалежну зовнішню політику країни, виступав проти втручання США у справи держав Центральної Америки; 17-25 травня 1978 відвідав СРСР з офіційним візитом.

## Позаурядова діяльність
Професор права, автор низки друкованих праць з питань адміністративного та державного права.
Також Портільо відомий як письменник; його роман «Піраміда Кецалькоатля» перекладений російською мовою.

## Сім'я
Після відставки пішов з сім'ї і зійшовся з емігранткою з Югославії актрисою Сашею Монтенегро. Через місяць після смерті першої дружини обвінчався. У цьому шлюбі мав двох дітей — Набіл і Алехандро.
В останні роки життя страждав від діабету, переніс інсульт. Помер 17 лютого 2004 в Мехіко під час шлюборозлучного процесу від серцевих ускладнень, викликаних пневмонією.